# Luigi Pellizzo

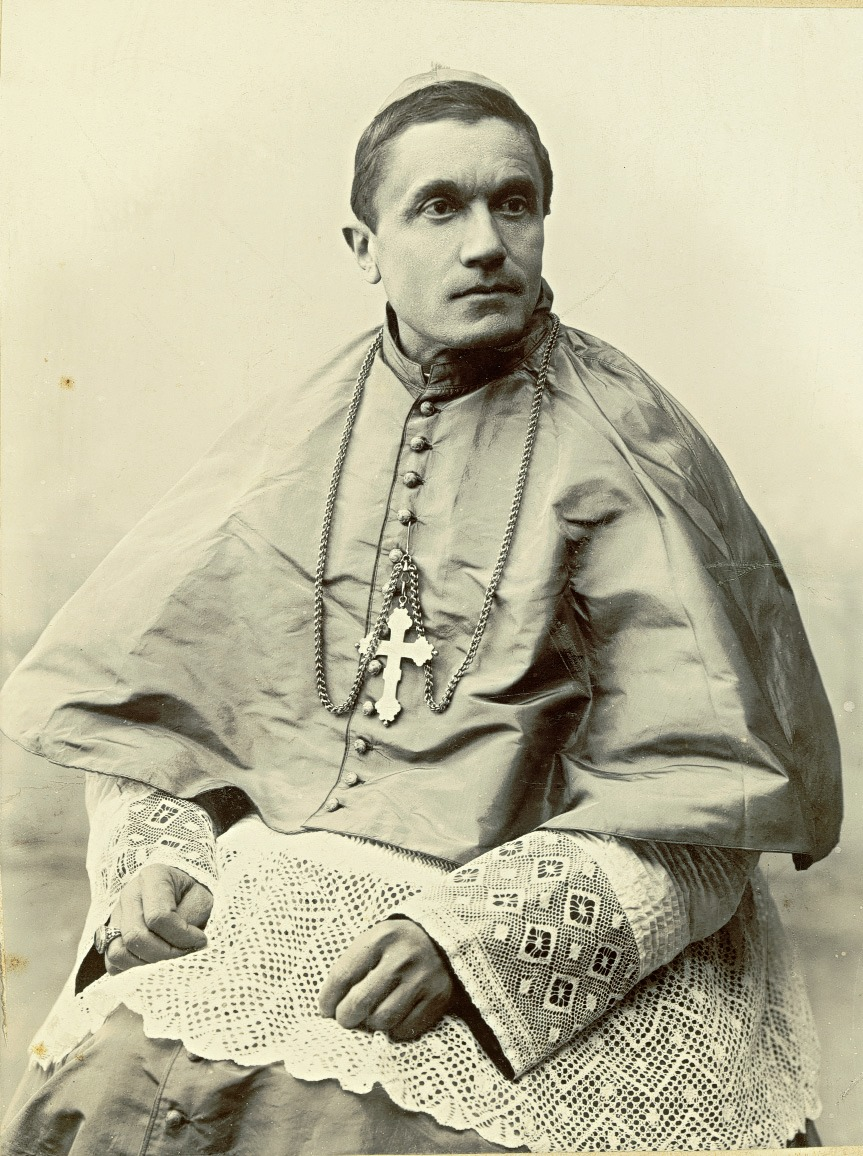
Luigi Pellizzo, titulair aartsbisschop van Damietta

Luigi Pellizzo (Faedis, 26 februari 1860 – aldaar, 14 augustus 1936) was bisschop van Padua (1907-1923) in het koninkrijk Italië tot hij weggepromoveerd werd naar Rome als titulair aartsbisschop (1923-1936), wegens zijn inzet voor arbeiders en boeren in de provincie Padua.

## Levensloop
In 1884 werd hij tot priester gewijd in het aartsbisdom Udine, zijn geboortestreek. Hij vervolgde studies canoniek recht aan de Gregoriana universiteit in Rome, waarna hij docent werd aan het priesterseminarie in Udine. Hij liet zich opmerken door een katholieke krant op te richten en geld in te zamelen voor sociale acties. Zo bouwde hij onderwijs uit voor kandidaat-priesters van wie de ouders landbouwer of arbeider waren. Dit lokte in Udine tegenstand uit vanuit de hoek van conservatieve geestelijken.
Paus Pius X promoveerde Pellizzo tot bisschop van Padua in 1907, waardoor hij Udine verliet. De armoedige toestand van landbouwersgezinnen in de provincie Padua trof hem. Hij richtte op het platteland bureaus op voor sociale ondersteuning. Ook stichtte hij opnieuw een katholieke krant. Jonge priesters en politici geïnspireerd door de christelijke arbeidsbeweging werkten op het bisdom, zodat het bisdom Padua veel weg had van een politieke partij. In 1911 moest bisschop Pellizzo zijn naaste medewerker Restituto Cecconelli ontslaan wegens socialistische sympathieën.
Tijdens de Eerste Wereldoorlog zette Pellizzo zijn sociale werk voort; hij was de verbindingsman tussen de burgerlijke en de militaire overheid om de bevolking hulpgoederen te bezorgen. Eenmaal de oorlog voorbij intensifieerde hij nog zijn pastorale acties ten behoeve van landbouwers en arbeiders. Voor conservatieven en fascisten moest Pellizzo weg. In 1923 riep paus Pius XI hem onverwacht naar Rome. Pellizzo mocht niet meer terugkeren naar Padua maar moest werken in de kerkfabriek van de Sint-Pietersbasiliek. Pellizzo werd vereerd met het titulair aartsbisdom Damietta in Egypte (1923). Damietta werd ook Thamiatis genoemd.
Na 1929, na het Verdrag van Lateranen met de fascistische regering, mocht Pellizzo restauratiewerken leiden in de Sint-Pietersbasiliek. Het marmer dat uitgebroken werd, liet Pellizzo transporteren naar Noord-Italië, naar de kerk in zijn geboortedorp Faedis, gelegen tegen de Italiaans-Sloveense grens. Daar stierf hij in 1936. Zijn graf staat er in de kerk.